# Sant Bartomeu de Massalcoreig
Sant Bartomeu de Massalcoreig és una església barroca de Massalcoreig (Segrià) inclosa a l'Inventari del Patrimoni Arquitectònic de Catalunya.

## Descripció
Església de tres naus, les laterals més petites, amb la part corresponent al creuer d'igual amplada i alçada que la central, que és en volta de canó amb arcs faixons reforçats a l'exterior amb contraforts. Arc dovellat de mig punt a l'entrada que conforma una portada d'estil barroc. El prisma octogonal en que acaben el campanar i el cimbori, tot i tenir les característiques típiques del neoclassicisme aragonès en rajola del segle xviii són en maó d'època recent.

## Història
Al capdamunt dels pilars que aguanten la cúpula hi ha una llegenda escrita que informa del procés de construcció. Foren mestres d'obres en Josep Buiria i en Joan Antoni Ranzón. Projecte i primera pedra són de 1703 i s'acabà el 1736.